# Juan Leal
Steeven Jean Leal plus connu sous le nom de Juan Leal, né le 27 décembre 1992 est un matador français.

## Présentation
Bien qu'il soit né dans la région parisienne, il arrive en Arles lorsqu'il n'avait que quelques mois,, il est donc arlésien.
Neveu de Paquito Leal qui a fondé l'école taurine d'Arles en 1988, cousin du matador Marco Leal, il s'est d'abord inscrit à l'école taurine d'Arles avant de quitter la France pour l'Espagne à l'âge de 14 ans où il s'est inscrit, après avoir passé un examen, à l'école taurine de El Juli à Arganda del Rey (Communauté de Madrid). Ses professeurs ont été Angel Gomez Escorial et Javier Vázquez. Juan travail alors dans un restaurant afin de subvenir à ses besoins. Repéré par Maurice Berho lors d'une novillada dans les arènes de Rion-des-Landes, il part ensuite pour Séville où il s'installe dans la ganadería Virgen Maria, propriété de Jean-Marie Raymond. Il partage alors ses journées entre le travail au campo et l'entrainement. Jean-Marie Raymond et Maurice Berho sont ses apoderados jusqu'en 2013. Durant les temporadas 2016 et 2017, Angel Castro ainsi que Nacho Matilla complètent l'équipe d'apoderamiento aux côtés de Maurice Berho.

## Carrière
Il se présente pour sa première novillada piquée dans les arènes de Samadet, le 20 mars 2011 devant du bétail de la ganadería Antonio López Gibaja, en compagnie du français Thomas Dufau et de l'espagnol Fernando Adrián qui a, lui aussi, fréquenté l'école de Arganda del Rey. À Arles, le 9 septembre de la même année, il coupe deux oreilles aux novillos de Robert Margé.
En 2012, il participe à 22 novillades et coupe 23 oreilles notamment à Samadet et à Nîmes où il reçoit la récompense de la Cape d'or le 2 juin 2012. Il est encore à Nîmes pour la feria des vendanges en 2012. Il termine l'année brillamment dans les arènes de Lima (Pérou) en novembre.
Il fait sa présentation à Las Ventas le 5 mai 2013.
Il prend son alternative le 19 mai 2013 à Nîmes, des mains de Sébastien Castella au cours d'un mano a mano devant les taureaux des ganaderías Jandilla, Garcigrande et Alcurrucén. Il sort des arènes a hombros par la grande porte dite « Porte des Consuls ».
Le 25 mai 2019 il se retrouve sérieusement blessé après avoir été attaqué par un taureau. Cela lui vaut une perforation du rectum et une plaie de 25 cm à la fesse.